# Marion Lotout
Marion Lotout (Saint-Brieuc, 19 novembre 1989) è un'astista francese.

## Biografia
Nata in Bretagna, Lotout ha iniziato a praticare il salto con l'asta nei circuiti nazionali all'età di 16 anni. Nel 2008, in Polonia, ha esordito internazionalmente ai Mondiali juniores. Nel 2011 ha conquistato la finale alle Universiadi in Cina, mentre l'anno seguente ha raggiunto lo standard per poter prender parte ai Giochi olimpici di Pechino 2008.
Nonostante la partecipazione negli anni seguenti a alcune edizioni dei Mondiali (dove raggiunge la finale nel 2013) e agli Europei, è in campo regionale che Lotout riscontra notevole successo. Oltre ai numerosi titoli nazionali, può contare nel suo palmarès di due medaglie consecutive ai Giochi della Francofonia, di cui la medaglia d'oro conquistata nell'edizione di Nizza, in cui ha stabilito anche un nuovo record dei Giochi.

## Palmarès
| Anno | Manifestazione           | Sede      | Evento           | Risultato | Prestazione | Note                  |
| ---- | ------------------------ | --------- | ---------------- | --------- | ----------- | --------------------- |
| 2008 | Mondiali U20             | Bydgoszcz | Salto con l'asta | 22ª (q)   | 3,65 m      |                       |
| 2011 | Europei U23              | Ostrava   | Salto con l'asta | 13ª (q)   | 4,10 m      |                       |
| 2011 | Universiadi              | Shenzen   | Salto con l'asta | 8ª        | 4,25 m      |                       |
| 2012 | Giochi olimpici          | Londra    | Salto con l'asta | 33ª (q)   | 4,10 m      |                       |
| 2013 | Mondiali                 | Mosca     | Salto con l'asta | 12ª       | 4,45 m      |                       |
| 2013 | Giochi della Francofonia | Nizza     | Salto con l'asta | Oro       | 4,40 m      | Record dei campionati |
| 2014 | Europei                  | Zurigo    | Salto con l'asta | Finale    | nm          |                       |
| 2015 | Mondiali                 | Pechino   | Salto con l'asta | 21ª (q)   | 4,30 m      |                       |
| 2017 | Giochi della Francofonia | Abidjan   | Salto con l'asta | Argento   | 4,00 m      |                       |
| 2018 | Giochi del Mediterraneo  | Tarragona | Salto con l'asta | nm        | nm          |                       |
| 2018 | Europei                  | Berlino   | Salto con l'asta | 15ª (q)   | 4,35 m      |                       |

## Campionati nazionali
- 4 volte campionessa nazionale di salto con l'asta (2011; 2013; 2015; 2017)
- 2 volte campionessa nazionale di salto con l'asta indoor (2013-2014)